# Arnaldo Tertuliano de Oliveira Quintella
Arnaldo Tertuliano de Oliveira Quintella (Recife, 27 de abril de 1880 – Rio de Janeiro, 9 de março de 1922) foi um médico brasileiro.

## Sua vida
Filho de Teopompo Magno de Oliveira Quintella e Ana Josefina Quintella, nasceu no Recife em 27 de abril de 1880.
Doutorou-se pela Faculdade de Medicina do Rio de Janeiro em 1902.
Foi interno do Hospital São João Baptista, de Niterói.

### Médico
Exerceu as seguintes funções clínicas:
- Médico adjunto e cirurgião na Santa Casa de Misericórdia do Rio de Janeiro;
- Médico auxiliar na Maternidade do Rio de Janeiro;
- Cirurgião no Hospital da Gamboa[nota 2]

### Docente
Indicado para ser professor de Farmacologia, recusou, no entanto, a função. Assumiu, depois, a livre-docência de Clínica Obstétrica da faculdade onde formou-se.

### Escritor
Foi redator dos seguintes periódicos:
- Revista de Ginecologia e Obstetrícia;
- Revista Siniátrica (colaborador);
- Arquivos Brasileiros de Medicina;
- Brasil Médico;
- Annales de Ginecologie et d'Obstétrique de Paris;
- Revista Argentina de Obstetrícia e Ginecologia.

Foi eleito membro da Academia Nacional de Medicina em 1910.

## Sua morte
Foi assassinado em seu consultório no Rio de Janeiro.
Quando exercia sua atividade de clínico, em seu consultório, foi abordado por uma antiga paciente, Rachel Cezar Martins, esposa do capítão de fragata Dyonísio Martins, que lhe deflagrou dois tiros de revólver a queima-roupa e, fugindo em seguida, tentou o suicídio, atirando em sua cabeça. Atingido no tórax, o médico teve morte imediata, por hemorragia interna.
Investigação policial traçou todo o caminho da assassina nos últimos dias, quando foi dada por desaparecida, chegando à conclusão de tratar-se de paciente com problema psiquiátrico, obsessiva, que dizia que precisava de matar o Dr. Quintella.